# Richard Gunn (Schauspieler)

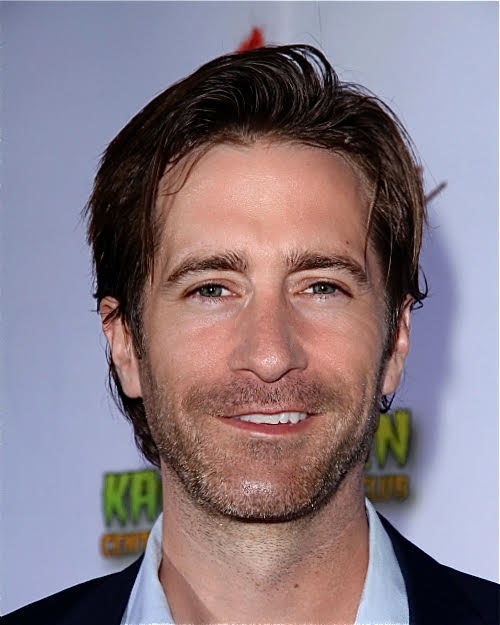
Richard Gunn (2012)

Richard Gunn (* 23. Mai 1975 in Thousand Oaks, Kalifornien) ist ein US-amerikanischer Schauspieler. Seine bekannteste Rolle ist die des Sketchy in Dark Angel.

## Leben
Gunn hat einen Abschluss von der University of California, Santa Cruz.

## Filmografie
- 1998: The Fire Inside (Kurzfilm)
- 1999: James (Kurzfilm)
- 1999: The Pleasure Zone (Serie, eine Folge)
- 2001: Lost Voyage – Das Geisterschiff (Lost Voyage, Fernsehfilm)
- 2000–2002: Dark Angel (Serie, Hauptdarsteller)
- 2003: The Partners (Fernsehfilm)
- 2003: Reunion (Kurzfilm)
- 2005: Yes, and... (Kurzfilm)
- 2006: House of the Rising Sun (Kurzfilm)
- 2006: Dexter (Serie, eine Folge)
- 2006: Astronaut Farmer
- 2008: Garden Party
- 2009: World Full of Nothing
- 2010: Framily
- 2010: CSI: Vegas (Serie, eine Folge)
- 2011: The Mentalist (Serie, eine Folge)
- 2011: Fugue
- 2012: For the Love of Money
- 2013: Treachery
- Seit 2013: Granite Flats (Serie, Hauptdarsteller)
- 2014: Hidden in the Woods
- 2015: Hemlock Grove
- 2023: Supercell – Sturmjäger (Supercell)